# 馬桑德拉宮
馬桑德拉宮（俄语：Массандровский дворец）是俄羅斯皇帝亚历山大三世位於克里米亞南部海岸馬桑德拉所興建的一座城堡式別墅。今天，馬桑德拉宮博物館是阿盧普卡宮殿公園博物館保護區的一個展館。

## 沿革
馬桑德拉宮的建造始於1881年，是由米哈伊爾‧沃龍佐夫的兒子謝苗·沃龍佐夫所資助的建築，別墅最初是由法國建築師艾蒂安·布沙爾（Étienne Bouchard）以路易十三風格設計，但在謝苗·沃龍佐夫去世後，該項目很快被被擱置。
1889年，這座未完工的宮殿被謝苗·沃龍佐夫]買下給俄羅斯的亞歷山大三世。新主人委託則建築師馬克西米利安·梅斯馬赫對別墅進行現代化改造。儘管馬桑德拉宮在完工後被列為皇家住所之一，不過並沒有皇室成員曾在該建築過夜。
在十月革命後和第二次世界大戰前，該住所被用作政府為患有肺結核的人提供的「無產階級健康療養院」使用。第二次世界大战後，它被蘇聯用作國家別墅。
蘇聯解體後，馬桑德拉宮在1993年曾作為簽署馬桑德拉協議的烏克蘭官邸之一。並在宮殿內開設了博物館。然而自2014年俄羅斯聯邦併吞克里米亞後，該住所被俄羅斯聯邦總統事務管理局所接管。亞歷山大三世半身像於2017年在別墅前揭幕。

## 圖片

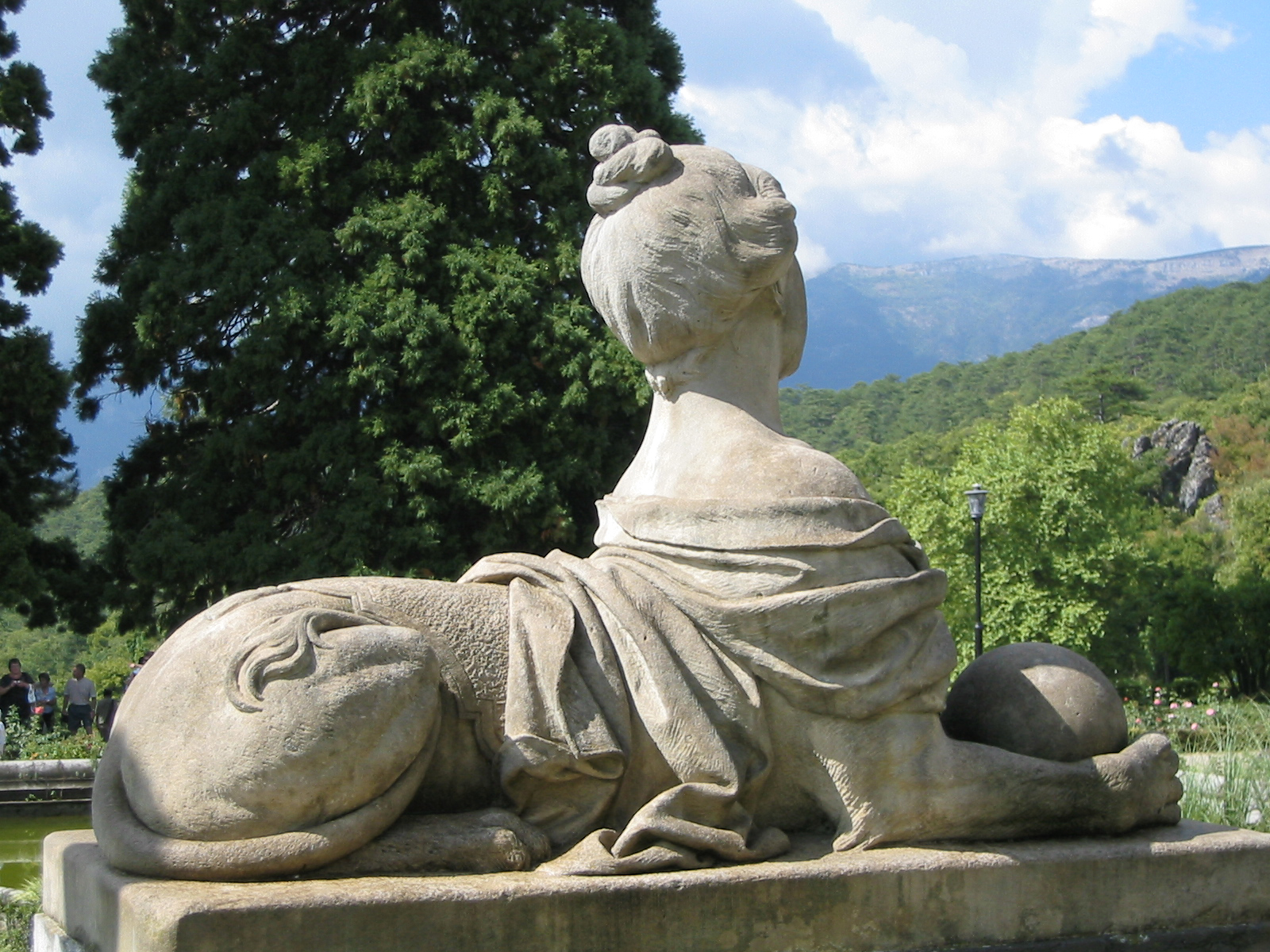
雕像
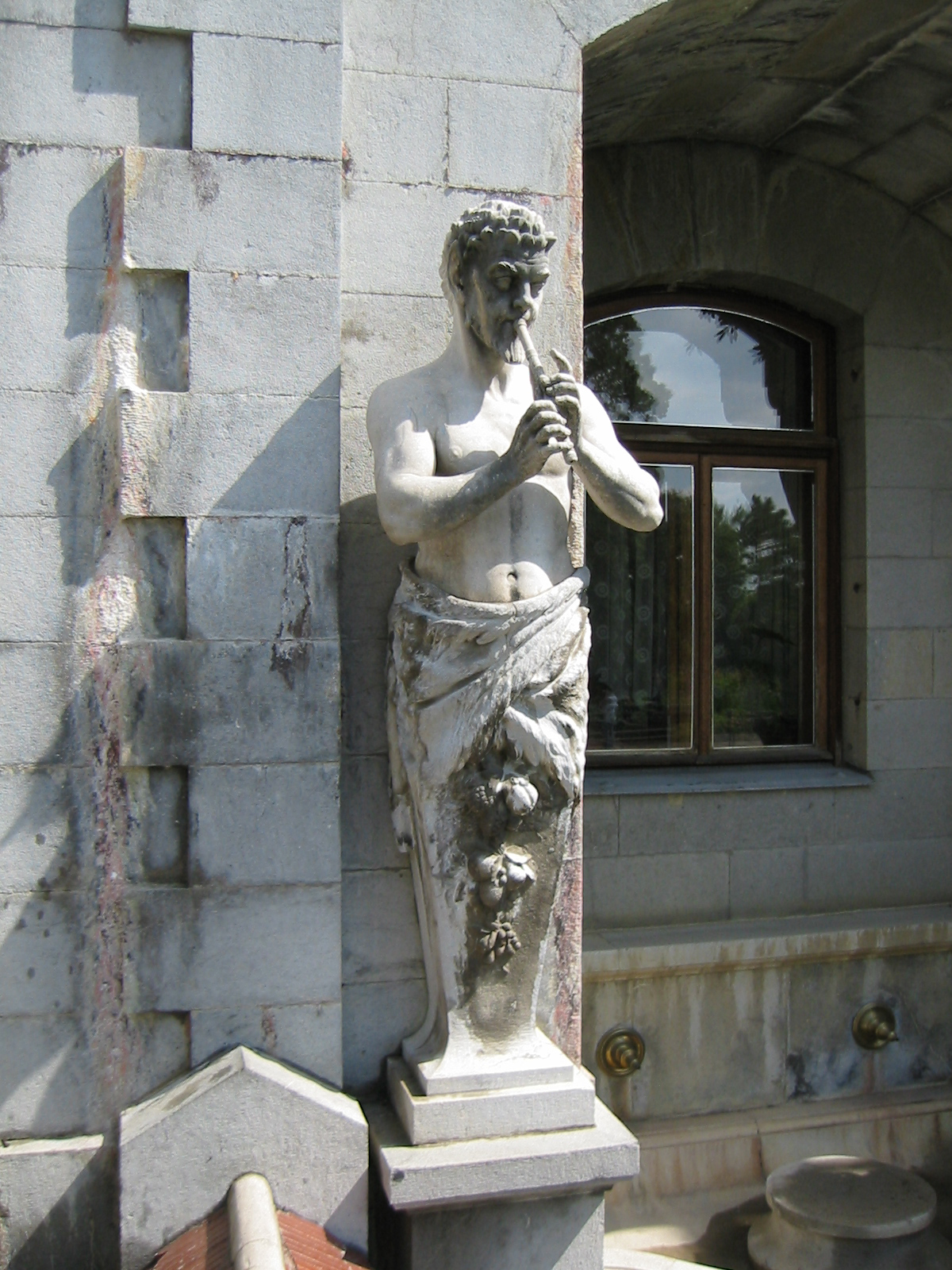
雕像
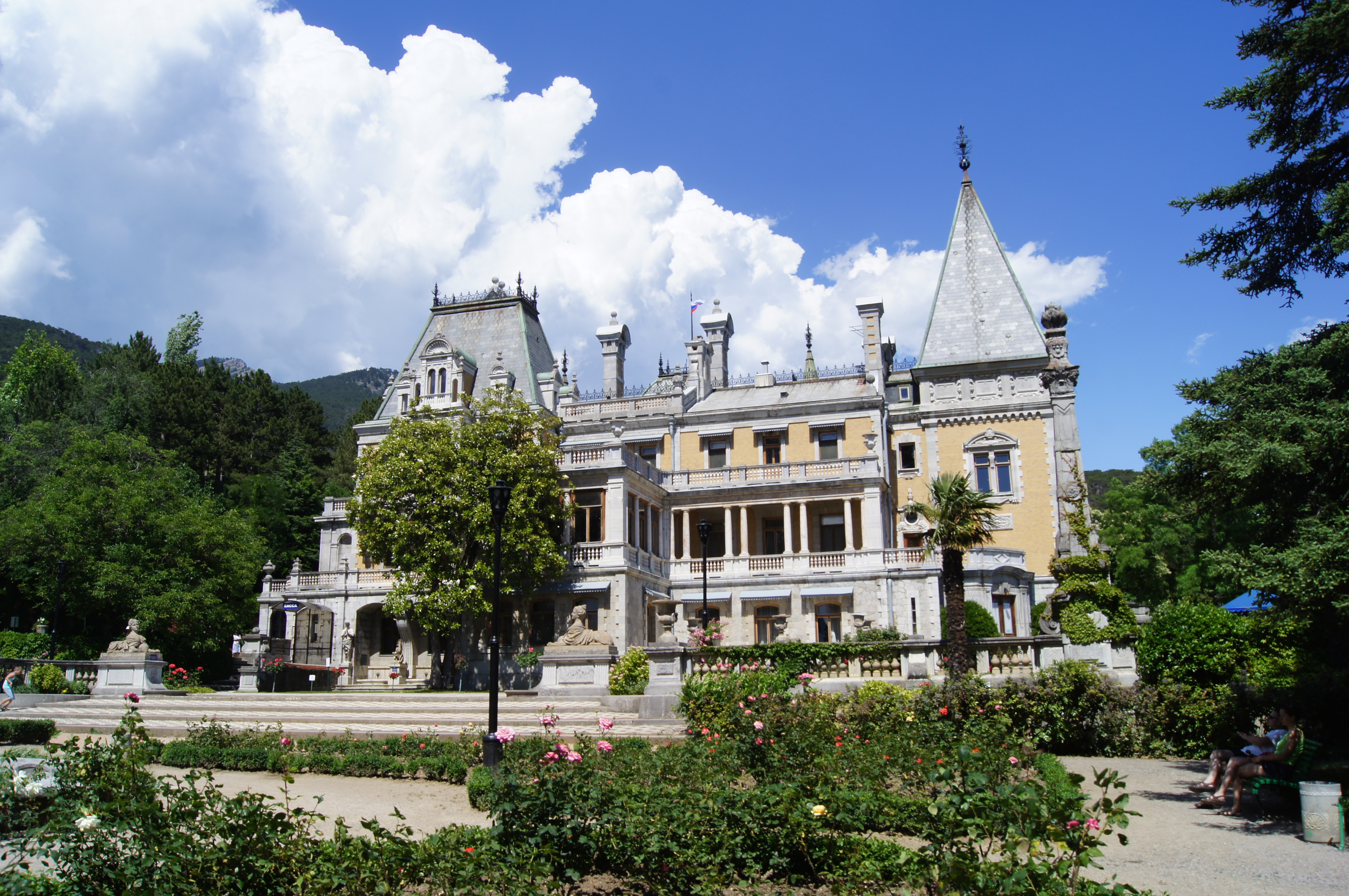
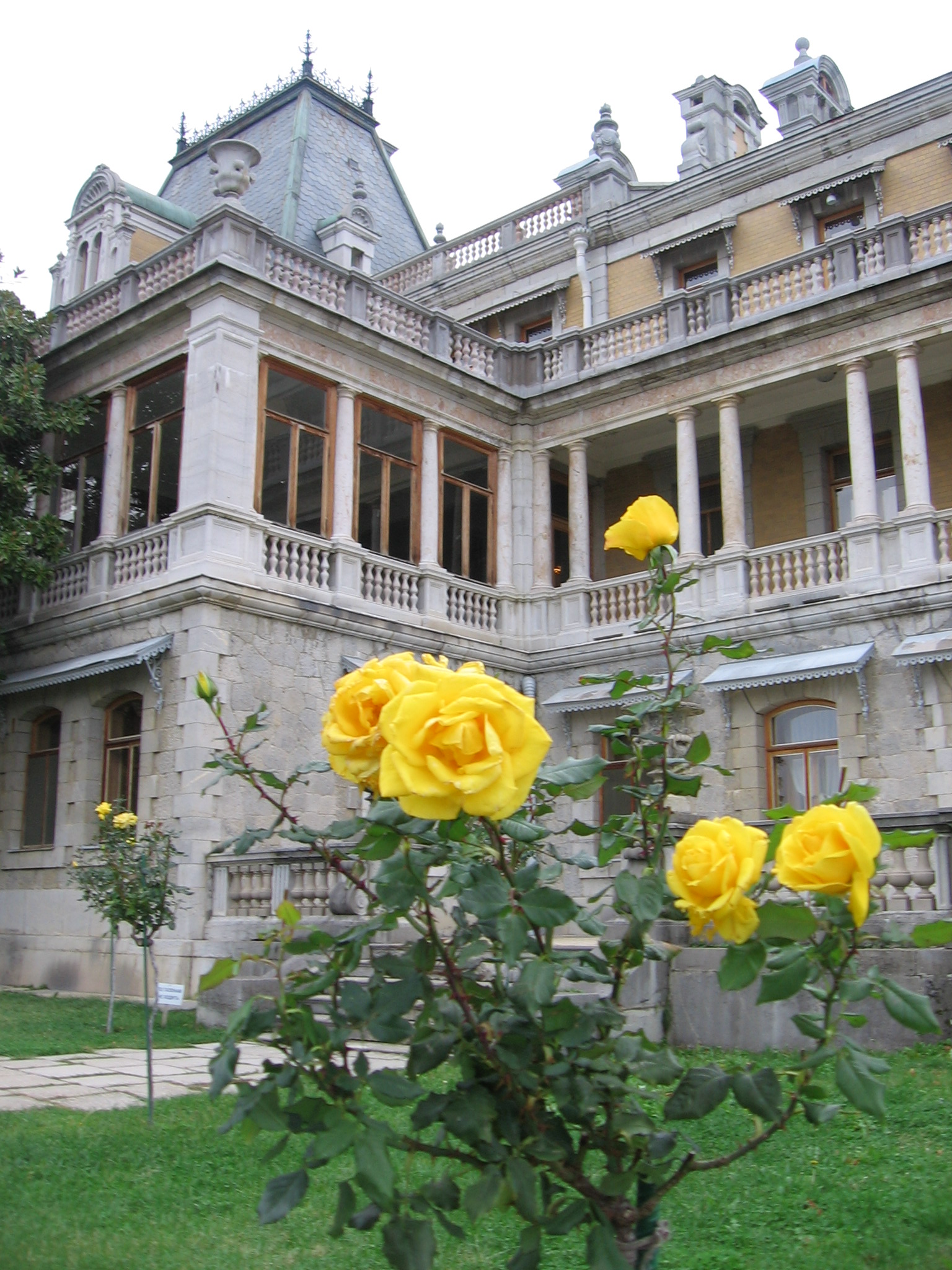
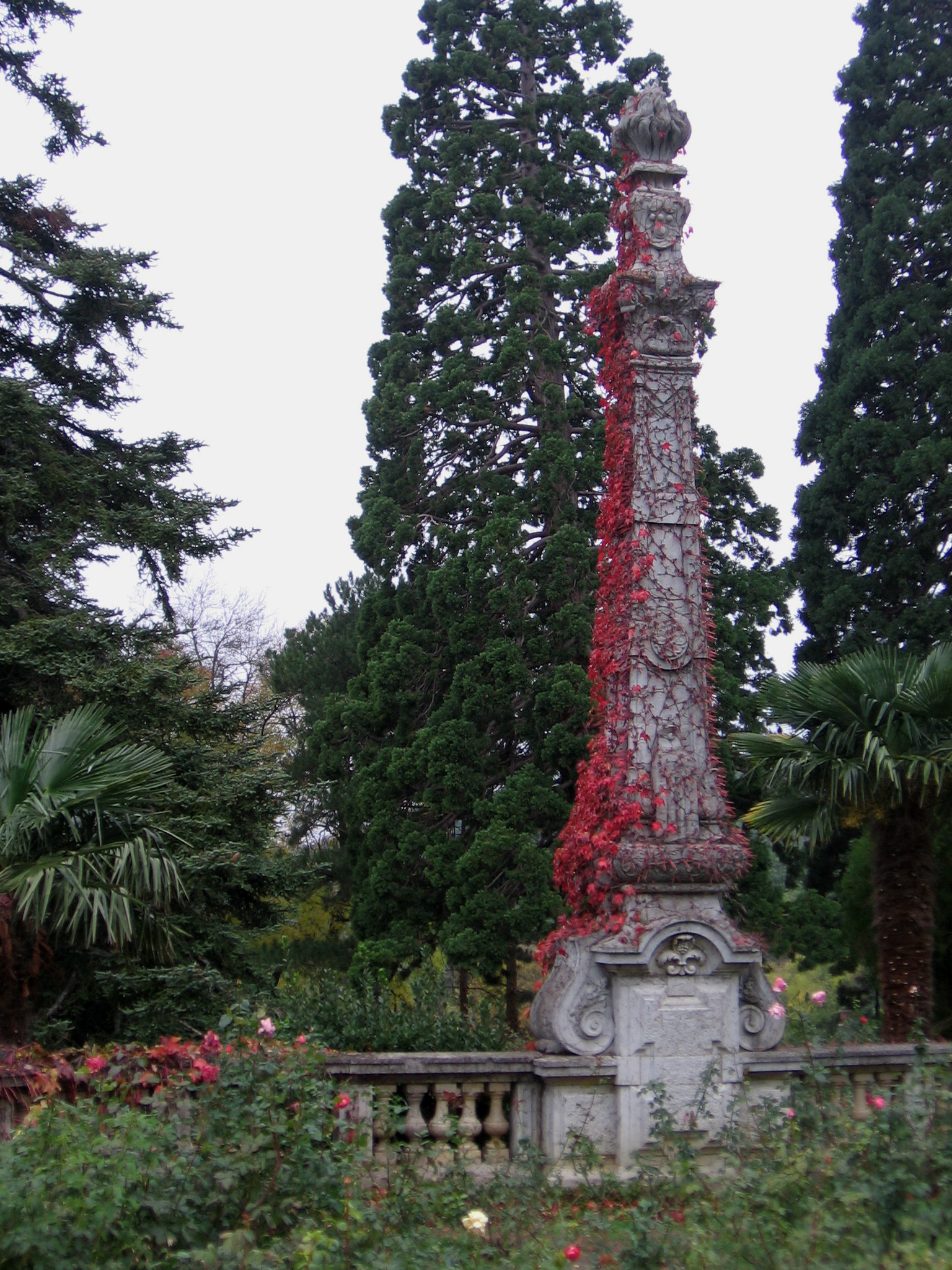
公園
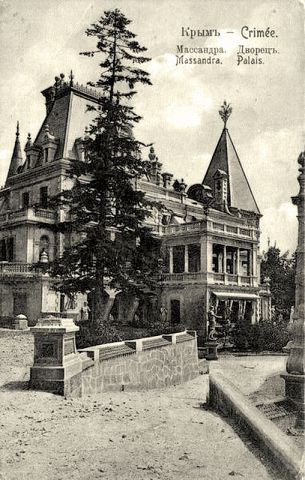
19世紀的馬桑德拉宮

## 外部連結
- 维基共享资源上的相關多媒體資源：馬桑德拉宮
- . Encyclopedia of Sights.   [15 February 2013]. （原始内容存档于2022-11-23）. （页面存档备份，存于）